# Sara Abdollahi
Sara Abdollahi, född 22 augusti 1981 i Teheran, Iran, uppvuxen i Herrljunga och Borås, är en svensk författare, litteraturkritiker och kulturskribent. 
Abdollahi har bland annat varit  chefredaktör för Författaren och Ottar. Hon startade även plattformen Kultwatch, där hon var aktiv till som senast 2016. Hon har även drivit flera litteraturpoddar. Från januari 2018 var hon ledamot i bedömningskommittén för Nordiska rådets litteraturpris, där hon 2021 valdes till ordförande.[källa behövs]
Mellan 2019 och 2020 skrev Abdollahi återkommande på Expressens kultursidor. Hon gick från Expressen Kultur till Dagens Nyheters kultursidor, och skrev under 2020-talet för Svenska Dagbladets och Göteborgs-Postens kultursidor, samt sedan 2021 medlem i redaktionen för SITE Zones.[källa behövs]
2020 tilldelades hon stipendium från Svenska Akademien. 2022 satt hon i juryn för Svenska Fotobokspriset. Abdollahi har också varit del av TV-programmet Babels författarpanel och kommenterar återkommande Nobelpriset och Augustpriset. Abdollahi spelar sig själv som kritiker i TV-serien Kärlek och anarki, säsong 2.[källa behövs]